# Martin Laurendeau
Martin Laurendeau, né le 10 juillet 1964 à Montréal, est un joueur de tennis professionnel canadien. Il a été responsable de l'équipe du Canada de Coupe Davis de 2004 à 2017.

## Parcours dans les tournois duGrand Chelem

### En simple
| Année | Open d'Australie | Open d'Australie | Internationaux de France | Internationaux de France | Wimbledon       | Wimbledon        | US Open         | US Open         |
| ----- | ---------------- | ---------------- | ------------------------ | ------------------------ | --------------- | ---------------- | --------------- | --------------- |
| 1987  | —                | —                | 1er tour (1/64)          | Alex Antonitsch          | 1er tour (1/64) | Gilad Bloom      | —               | —               |
| 1988  | 2e tour (1/32)   | Dan Goldie       | —                        | —                        | 1er tour (1/64) | Paul Annacone    | 1/8 de finale   | Darren Cahill   |
| 1989  | 1er tour (1/64)  | Malcolm Allen    | —                        | —                        | 2e tour (1/32)  | C. van Rensburg  | 1er tour (1/64) | Thomas Högstedt |
| 1990  | 1er tour (1/64)  | Simon Youl       | —                        | —                        | —               | —                | 1er tour (1/64) | Ivan Lendl      |
| 1991  | —                | —                | —                        | —                        | 3e tour (1/16)  | Aleksandr Volkov | 1er tour (1/64) | John McEnroe    |

N.B. : à droite du résultat se trouve le nom de l'ultime adversaire.

### En double
| Année | Open d'Australie            | Open d'Australie         | Internationaux de France | Internationaux de France | Wimbledon                | Wimbledon             | US Open                     | US Open                  |
| ----- | --------------------------- | ------------------------ | ------------------------ | ------------------------ | ------------------------ | --------------------- | --------------------------- | ------------------------ |
| 1988  | —                           | —                        | —                        | —                        | —                        | —                     | 2e tour (1/16) M. Oosting   | Guy Forget Henri Leconte |
| 1989  | 1er tour (1/32) O. Delaitre | Marty Davis Brad Drewett | —                        | —                        | —                        | —                     | 1er tour (1/32) O. Delaitre | Marty Davis Wally Masur  |
| 1990  | 2e tour (1/16) O. Delaitre  | P. Aldrich Danie Visser  | —                        | —                        | —                        | —                     | —                           | —                        |
| 1991  | —                           | —                        | —                        | —                        | 1er tour (1/32) F. Roese | Tom Nijssen Cyril Suk | —                           | —                        |

N.B. : le nom du ou de la partenaire se trouve sous le résultat ; le nom des ultimes adversaires se trouve à droite.